# Kanth (Moradabad)
Kanth è una suddivisione dell'India, classificata come nagar panchayat, di 23.583 abitanti, situata nel distretto di Moradabad, nello stato federato dell'Uttar Pradesh. 